# Солнцеед
Солнцее́д — человек, утверждающий, что способен длительное время обходиться без физической пищи и воды, или только без физической пищи.
Синонимы: праное́д, бретариа́нец (от англ. breath — дыхание) — человек, которому для жизни нужен якобы только воздух. Саму философию такого образа жизни, соответственно, называют солнцеедение (праноедение).
Сторонники этой философии утверждают, что поддержание жизнедеятельности организма осуществляется за счёт праны (жизненной силы в индуизме), или, по некоторым данным, от энергии солнечного света (в соответствии с Аюрведой, солнечный свет является одним из основных источников праны).
При этом научно доказано, что люди нуждаются в пище и воде (питательных веществах), чтобы выжить. На данный момент отсутствуют общепризнанные экспериментальные и фактические данные, подтверждающие утверждения сторонников солнцеедения.

## Критика
Современная наука отвергает саму возможность подобного явления, поскольку оно противоречит научным представлениям о принципах жизнедеятельности живых существ. Никакой организм в природе не может функционировать без регулярного поступления веществ, выполняющих для этого организма роль источника энергии и строительного материала. Исключением являются вирусы, но они используют ресурсы поражённой клетки, а вне её не проявляют признаков живых организмов. Растения и цианобактерии создают органические вещества из неорганических (главным образом воды и углекислого газа) с помощью света, однако для этого они используют хлорофилл, который в организме человека отсутствует.
В нескольких документированных случаях люди, следовавшие практикам солнцеедов, умерли от голода.